# Resolución 38 del Consejo de Seguridad de las Naciones Unidas
La resolución 38 del Consejo de Seguridad de las Naciones Unidas, adoptada el 17 de enero de 1948, exhortó a los gobiernos de India y Pakistán para que se abstuviesen en agravar la situación en la Cachemira y que por ambas partes pusiesen todos los medios a su alcance para mejorarla. Asimismo, pedía a ambos gobiernos que notificasen de cualquier cambio sustancial en la situación mientras el Consejo de Seguridad estudiaba la situación.
La resolución fue adoptada por nueve votos a favor y con las abstenciones de Ucrania y la Unión Soviética.